# Air-US-Flug 716
Der Air-US-Flug 716 (Flugnummer: US716) war ein inländischer Linienflug der Regionalfluggesellschaft Air US am 17. April 1981 vom Stapleton International Airport in Denver, Colorado zum Gillette-Campbell County Airport in Wyoming. Auf dem Flug kollidierte in der Nähe von Loveland, Colorado die eingesetzte Maschine des Typs Handley Page HP.137 Jetstream mit einer Cessna TU-206A, die zu einem Fallschirmflug gestartet war. Bei dem Unfall kamen alle 13 Personen an Bord des Passagierflugzeugs sowie zwei von sechs Personen an Bord der Cessna ums Leben, die übrigen vier Insassen konnten sich vor dem Absturz ihrer Maschine durch Fallschirmabsprünge retten.

## Beteiligte Flugzeuge
An dem Unfall waren zwei Maschinen beteiligt, eine Handley Page HP.137 Jetstream der Air US und eine Cessna TU-206A des Sky's West Parachute Center.

### Handley Page HP.137 Jetstream der Air US
Die Maschine war eine Handley Page Jetstream HP.137, die im Jahr 1969 im Werk von Handley Page im Vereinigten Königreich gebaut worden war und die Seriennummer 238 trug. Sie absolvierte ihren Erstflug am 18. Dezember 1969 mit dem Testkennzeichen G-AXKG, am 24. Februar 1970 wurde sie in die USA exportiert und mit dem Kennzeichen N11360 auf die Airspur Corp. zugelassen. Das zweimotorige Kurzstreckenflugzeug war zunächst mit zwei Turboproptriebwerken des Typs Turbomeca Astazou XIVC ausgestattet. Im März 1979 erfolgte ein Umbau, die Maschine wurde mit Turboproptriebwerken des Typs Garrett TPE331-U-303V und Propellern des Typs Hartzell HCB3TN-5P bestückt. Ab April 1979 war die Maschine an Air Illinois verleast, ab September 1979 an Air US. Bis zum Zeitpunkt des Unfalls hatte die Maschine 3.795 Betriebsstunden absolviert, auf die 3.791 Starts und Landungen (= Betriebszyklen) entfielen.

#### Passagiere und Besatzung
Den inländischen Linienflug vom Stapleton International Airport in Colorado zum Gillette-Campbell County Airport in Wyoming hatten zehn Passagiere angetreten. Die Besatzung bestand aus einem Flugkapitän und einem ersten Offizier. Obwohl auf dem Regionalflug keine Flugbegleiter vorgeschrieben waren, befand sich eine Flugbegleiterin an Bord.
- Der 27-jährige Flugkapitän Ezra J. Lebowitz wurde im Juli 1980 von der Air US eingestellt. Er verfügte über 4.784 Stunden Flugerfahrung, von denen er 1.784 Flugstunden im Cockpit der Handley Page Jetstream abgeleistet hatte.
- Der 23-jährige Erste Offizier Dennis J. Beavers wurde am 20. Januar 1981 von Air US eingestellt. Der Erste Offizier Beavers verfügte über 2.280 Stunden Flugerfahrung, von denen er 210 Stunden im Cockpit der Handley Page Jetstream abgeleistet hatte.
- Als Flugbegleiterin befand sich die 22-jährige Celeste Reid an Bord.

### Cessna TU-206A des Sky's West Parachute Center

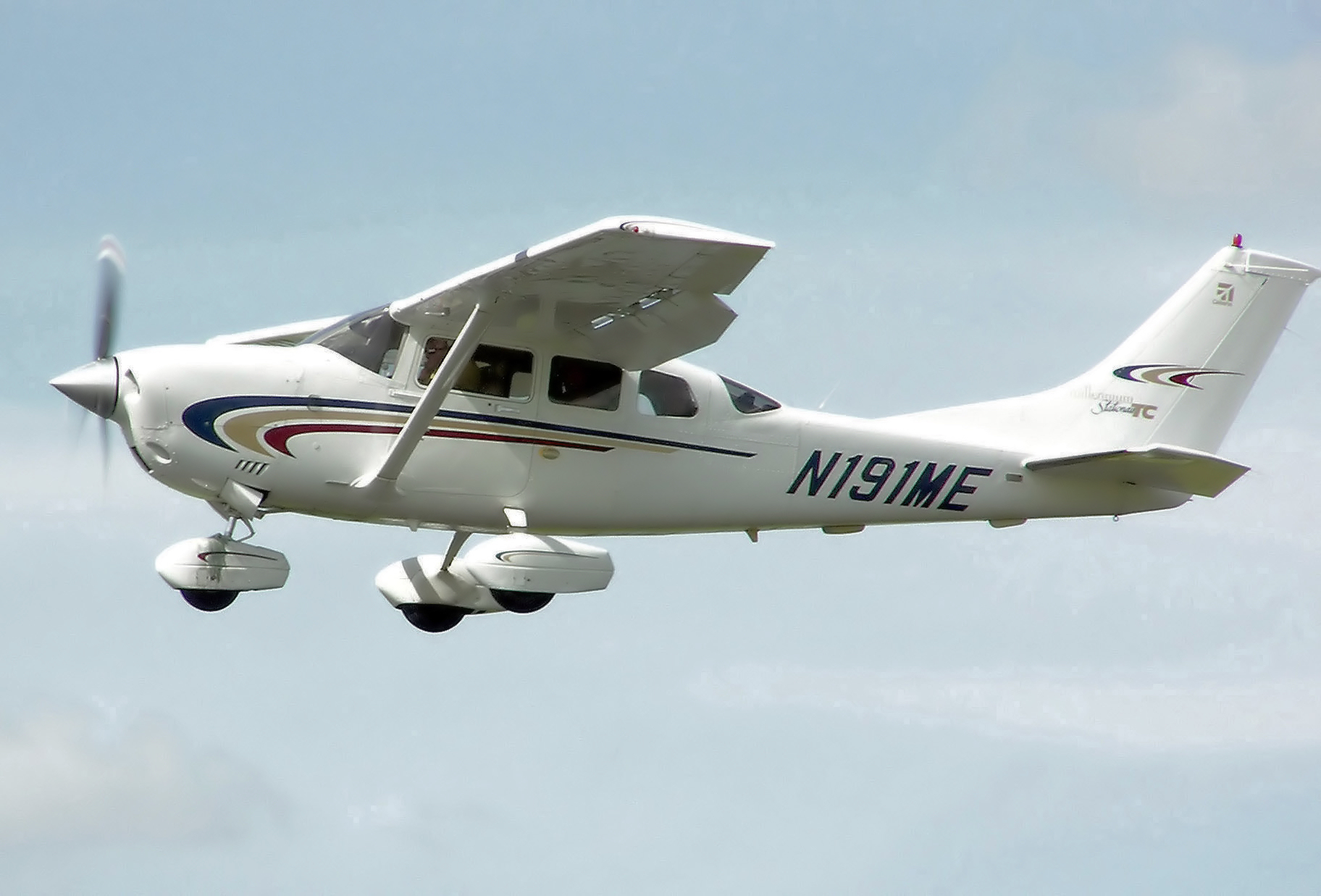
Eine Maschine des Typs Cessna TU-206A

Das zweite beteiligte Flugzeug war eine im Jahr 1966 gebaute Cessna TU-206A mit der Werknummer U206-0562. Die Maschine wurde im Jahr 1980 durch das Sky's West Parachuting Center erworben und mit dem Luftfahrzeugkennzeichen N4862F zugelassen. Das einmotorige Leichtflugzeug hatte bis zum Zeitpunkt des Unfalls eine Gesamtbetriebsleistung von 3.222 Betriebsstunden abgeleistet.

#### Insassen
An Bord der Maschine befanden sich ein Pilot und fünf Fallschirmspringer. Der Pilot David L. Vigen arbeitete in Teilzeit als Pilot für das Sky's West Parachuting Center. Er verfügte über 4.600 Stunden Flugerfahrung, wovon er 1.900 Flugstunden in mehrmotorigen Maschinen abgeleistet hatte. Im Cockpit der Cessna TU-206 hatte er bis zum Zeitpunkt des Unfalls 400 Flugstunden abgeleistet.

## Unfallhergang
Die Maschine startete um 15:46 Uhr vom Flughafen Denver-Stapleton zum Flug nach Gillette. Um 15:59 Uhr kontaktierten die Piloten das Denver Center und beantragten die Beibehaltung von Flugfläche 130, was genehmigt wurde. Im selben Gebiet stieg eine Cessna TU206 (N4862F, betrieben von Sky‘s West Parachute Center) vom Fort Collins/Loveland Municipal Airport auf eine Höhe von Flugfläche 155. Die Cessna war um 15:30 Uhr von diesem Flughafen zum zweiten Fallschirmsprungflug des Tages gestartet. Die Cessna flog im Steigflug eine Linkskurve in nordwestlicher Richtung, als von hinten die Jetstream der Air US gegen sie stieß. Der Propeller des linken Triebwerks der Jetstream durchschnitt den hinteren Rumpfabschnitt der Cessna, was zum sofortigen Kontrollverlust beider Flugzeuge führte. Zwei der Fallschirmspringer kamen bei der Kollision im Flugzeug ums Leben. Der Pilot und drei Fallschirmspringer fielen aus dem Flugzeug und sprangen mit dem Fallschirm zu Boden. Die Überreste der Cessna stürzten auf ein offenes Feld. Die Jetstream prallte in einer nahezu vertikalen Neigungslage auf ein offenes Feld etwa 4.000 Fuß nordöstlich des Cessna-Wracks.

## Unfallursache
Das National Transportation Safety Board übernahm nach dem Unfall die Ermittlungen zur Unfallursache. Die Ermittler sahen die Verantwortung für den Unfall beim Piloten der Cessna, da dieser es versäumt habe, die Kommunikation mit der Flugsicherung in Denver herzustellen. Der Einflug der Cessna in den kontrollierten Luftraum in über 12.500 Fuß Höhe ohne einen Höhencodierungstransponder (Mode-C), die Praxis des Denver Centers, Sky's West-Fallschirmsprungoperationen über 12.500 Fuß ohne Mode-C-Transponder routinemäßig zu dulden, und das Versäumnis der Piloten beider Flugzeuge, die jeweils andere Maschine wahrzunehmen und zu umfliegen, hatten zu dem Unfall beigetragen, ebenso wie die Tatsache, dass die bestehenden Vorschriften das Fallschirmspringen auf oder in unmittelbarer Nähe von Bundesluftstraßen nicht verboten.